# Шахзода
Зилола Баходировна Мусајева (узб. Zilola Bahodirovna Musayeva, Зилола Баҳодировна Мусаева; Ташкент, 28. јул 1979), познатија под псеудонимом Шахзода (узб. Shahzoda, Шаҳзода), узбечка је певачица и глумица. Сем на узбечком, пева и на руском, таџичком, казашком и енглеском.

## Биографија
Зилола је рођена 28. јула 1979. у Ташкенту. Њен отац Баходир (Bahodir, Баҳодир) био је доктор филозофских наука, а мајка Мајл (Mayl, Майл) филолог, професорка руског језика и књижевности. Зилолин брат Еркин (Erkin, Эркин) јесте предузетник. Године 1997. родила је сина Салиха Јорија (Holid, Холид)
Од 1980. до 1987. године живела је у Москви, где је њен отац био на постдипломским студијама. Након тог периода, вратила се у родни Ташкент и уписала у Осамдесету школу, у којој је учила до петог разреда. Потом је прешла у Триста седму школу, где се упознала с Нателом (Natella, Нателла). Током школовања, Мусајева је учила певање под вођством приватног тутора. Године 1997. завршила је средњу школу. Две године касније, уписала је Факултет за менаџмент при Међународном државном кијевском универзитету (МГКУ).

## Каријера
Ипак, студије је исте 1999. године напустила како би се посветила музици. Вагиф Закиров, аранжер и композитор, предложио је Зилоли и њеној најбољој пријатељици Натели да оформе групу Жоним (Jonim). Њих две су прихватиле понуду, а за два месеца је издат први албум под називом Utib ketadi. Након издавања албума снимљено је још неколико песама, међу којима прва Qarama koʻzlarimga. Ипак, група се распала 2000. године, а певачице су убрзо наставиле солистичке каријере.
Зилола је уметничко име Шахзода усвојила 2001. године, када је музички рад наставила као солисткиња. Њен псеудоним, у значењу принцеза, делимично је инспирисан Шехерезадом, па је једна од њених песама, оних са којима се појавила на руској сцени, названа 1000 и одна ночь. Каријеру није наставила самостално, већ обавезана уговором са издавачком кућом Тарона рикордс. Први солистички концерт одржала је 2003. у Ташкенту. Следеће године је одржала два, а наредне чак три концерта. Сем у Узбекистану, наступала је и у Русији, Казахстану, Таџикистану и земљама Закавказја.
Неки од њених познатих песама на узбечком јесу Kechalar, Bor ekan (дебитантска солистичка), Keragimsan, Baxtliman, Sevgi, Tamannozi, Qayt, Hayot ayt. На руском је снимила песме 1000 и одна ночь (октобар 2008), Между небом и землей (септембар 2009, освојила осмо место на Муз-ТВ), Мой золотой (март 2013) и друге. На таџичком је њена песма Manu tanho (око 2010), док од 2011. снима и на енглеском — Afghana (јануар 2013), All Alone (новембар 2011), Flying Tonight (фебруар 2012) и друге.
Сем што је певачица, Шахзода се бави глумом. Тако је 2000. године, још пре почетка солистичке каријере, играла Зухру, главну улогу у драми Fotima va Zuhra. Мада је дотад певала само о љубави, Зухра коју у филму игра јесте хладна и самопоуздана девојка. Потом је 2003. уследило остварење Sevinch, у којем глуми другарицу Севинч, девојке са раком (Лола Јулдошева), а потом и дводелни филм Sarvinoz 2004. и 2005. Са глумицом Дилнозом је 2007. играла главну улогу у филму Zumrad va Qimmat. Шахзода глуми Зумрад, а Дилноза Кимат. Уследиле су улоге у филмовима Majruh 2010. и O Maryam, Maryam 2012. године.

## Награде
Зилола Баходировна Мусајева је током своје каријере освојила следеће награде и признања:
- Имиџ године — избор фанова (2003)[4]
- Најбоља певачица године — избор фанова (2003)[4]
- Албум године — Keragimsan (2004)[4]
- Песма године — Baxtliman (2005)[4]
- Осма песма (Муз-ТВ) — Между небом и землей (2009)[5]

## Дискографија
| Година | Латиница | Ћирилица |
| 2002.  |          |          |
| 2003.  |          |          |
| 2004.  |          |          |
| 2005.  |          |          |
| 2006.  |          |          |
| 2007.  |          |          |
| 2009.  |          |          |
| 2009.  |          |          |
| 2010.  |          |          |
| 2011.  |          |          |
| 2013.  |          |          |

| Година | Латиница | Ћирилица |
| 2000.  |          |          |
| 2004.  |          |          |
| 2004.  |          |          |
| 2004.  |          |          |
| 2005.  |          |          |
| 2006.  |          |          |
| 2007.  |          |          |
| 2009.  |          |          |
| 2010.  |          |          |
| 2011.  |          |          |
| 2012.  |          |          |
| 2012.  |          |          |
| 2014.  |          |          |
| 2014.  |          |          |
| 2016.  |          |          |
| 2016.  |          |          |